# Кьюрпайп
Кьюрпайп, Кюрпіп — місто в Республіці Маврикій. Місто прозване «Містом світла» (фр. La Ville Lumière) через те, що стало першим містом на острові, куди було проведено електрику. Населення — 79,3 тис. осіб.

## Опис
Кьюрпайп, у порівнянні з іншими частинами острова, знаходиться на великій висоті, тому іноді згадується як «центральне плато». Одна з природних пам'яток міста — кратер довколишнього згаслого вулкана Тру-о-Серф (Trou_aux_Cerfs).
У місті розташована мовна корпорація MBC, стадіон імені Георга V. На стадіоні проходили 6-ті за рахунком Ігри Островів Індійського Океану (Jeux des Iles de L'Ocean Indien, JIOI). Королівський коледж Кьюрпайпу і коледж ім. Святого Джозефа розташовані в центрі міста. Є бібліотека, добре відома своєю колекцією рукописів і книг Індійських островів, побудована Фондом Карнегі в 1917 році. Однією з головних визначних пам'яток є ботанічний сад, у якому ростуть рідкісні види пальм з усього світу.
Місто знаходиться в зоні помірного клімату, де зима досить холодна, а літо вологе і дощове. Місто оточують хвойні ліси, це свідчить про те, що в регіоні багаті ґрунти.

## Історія
Французи заснували поселення на самому початку французької колонізації острова, ймовірно, прохолодний клімат нагадував колонізаторам Францію. Сусіднє місто навіть названий «Новель-Франс», що в перекладі звучить як «Нова Франція». В 1858 році населення Кьюрпайпу становило 200 осіб.
У 1860-х роках, після спалаху епідемії малярії, жителі Порт-Луї змушені тікати зі свого міста і зупинитися в Кьюрпайпі. З тих пір місто почало активно зростати: дороги, магазини, будинки побудовані всюди, де тільки можна.
В 1865 році побудована залізниця від Кьюрпайпу до Порт-Луї через місто Eau-Coulée і Mesnil.
У 1880-х роках населення перевищило 10 000 жителів.
12 листопада 1889 році Кьюрпайп став містом (раніше мав статус поселення), керованим власною радою.
Місто сильно зачепила Перша світова війна і наступні події, але в підсумку в 1966 році Маврикій отримав незалежність від Франції. В 1968 році Рада в Кьюрпайпі скасована і на її місце встановлений муніципалітет. У місті почався бурхливий підйом, туди переселилося багато мешканців прибережних територій.
У 1980-х роках заснований ботанічний сад, що нині є однією з головних визначних пам'яток міста.